# Йозеф Алоїс Ґлейх
Йозеф Алоїс Ґлейх (нім. Josef Alois Gleich; 14 вересня 1772, Відень — 10 лютого 1841, там само) — австрійський письменник, драматург і поет.

## Біографія
Навчався у піаристів у Відні. З 1790 року протягом сорока років працював чиновником.

## Творчість
Автор понад 100 романів і близько 250 п'єс для театрів віденських передмість. Писав, переважно, для Йозефштадського і Леопольдштадтського театрів (Відень) народні п'єси, і під псевдонімом Dellarosa — значна кількість лицарських і розбійницьких романів, на кшталт «Die Geisterglocke im Räuberthurm», «Die Höllenbraut oder die gespenstigen Rächer» і т. д.
Сюжети своїх комедій Ґлейх черпав із фольклору та лицарських романів. У веселих, часто наївних комедіях Ґлейха добрі і злі духи втручаються в життя простих людей, перемагає справедливість та добро.
Кращі комедії Ґлейха — «Ідор — мандрівник підводного царства» (1820) і «Дух знищення і дух життя» (1829). Комедії Ґлейха йшли переважно в «Леопольдштадт-театрі», в барвистому оформленні із застосуванням машин, що давали можливість швидко змінювати декорації і створювати феєричні ефекти. У постановці його п'єс були включені спів, музика, танці.
Видний представник Старого віденського народного театру. Допоміг своєму зятю Фердинанду Раймунду відбутися стати актором.
У 1831 році заснував періодичне видання: «Komische Briefe des Haus Jörgel v. Gumpolds-Kirchen».

## Пам'ять
- Одна з вулиць віденського району Донауштадт носить його ім'я.

## Вибрані твори
- Centilles. Eine Geschichte aus dem spanischen Insurrectionskriege, роман;
- Dagobert von Greifenstein, oder: Das Todtengericht um Mitternacht in den unterirdischen Schauerklüften der Burgfeste Theben in Ungarn, роман;
- Dittmar von Arenstein, oder: Die Rächer in der Todtenhalle, роман;
- Guido von Sendenstein, oder: Die Tempelritter in Mödling, роман;
- Das Blutmahl um Mitternacht, oder: Das wandernde Gespenst in Wiener Neustadt, роман;
- Die Belagerung Wiens durch die Türken, oder: Graf Rüdiger von Starhembergs Heldenmuth und Tapferkeit, роман;
- 1796 Fridolin von Eichenfels, роман;
- 1797 Der schwarze Ritter, oder: Die drei Waisen, роман;
- 1798 Die Todtenfackel, oder: Die Höhle der Siebenschläfer, роман;
- 1798 Der warnende Zaubergürtel, oder: Das Schauermännchen, роман;
- 1798 Die Wanderungen des Titters Eckberts von Klausenthal, роман;
- 1799 Wallrab von Schreckenhorn, oder: Das Totenmahl um Mitternacht, роман;
- 1800 Die beiden Spencer, oder: Die Wunder der Totengruft, роман;
- 1801 Bodo und seine Brüder, oder: Das Schloß der Geheimnisse, роман;
- 1807 Inkle und Jariko, Singspiel;
- 1807 Die Löwenritter, драма;
- 1807 Der Lohn der Nachwelt, драма;
- 1808 Kuntz von Kauffingen, драма;
- 1809 Unterthanenliebe, опера;
- 1816 Die Musikanten am Hohen Markt, фарс;
- 1816 Herr Adam Kratzerl von Kratzerlsfeld, фарс;
- 1820 Herr Dr. Kramperl, фарс;
- 1820 Komische Theaterstücke;
- 1820 Die weißen Hüte, драма;
- 1822 Der Eheteufel auf Reisen, фарс;
- 1822 Ydor, der Wanderer aus dem Wasserreiche;
- 1830 Reiseabenteuer im Eilwagen, фарс;
- 1840 Herr Joseph und Frau Baberl, фарс;
- 1851 Markulf der Eisenarm mit dem Riesenschwerte, oder: Der Todtentanz um Mitternacht im Schlosse Engelhaus bei Carlsbad, роман.